# Општина Миклешти (Васлуј)
Миклешти (рум. Micleşti) општина је у Румунији у округу Васлуј.
Oпштина се налази на надморској висини од 164 m.